# Cydonie Mothersille
Cydonie Camille Mothersille (sinh ngày 19 tháng 3 năm 1978) là một cựu vận động viên điền kinh đến từ Quần đảo Cayman. Chuyên môn của cô khi bắt đầu sự nghiệp là 100 mét, trong khi 200 mét dần trở thành sự kiện chính của cô. Cô đại diện cho đất nước của mình tại bốn Thế vận hội Olympic từ 1996 đến 2008, sáu Giải vô địch thế giới về điền kinh và ba Đại hội Thể thao Khối thịnh vượng chung. Thành tựu lớn nhất của cô là vào năm 200   m, bao gồm một đồng tại Giải vô địch thế giới năm 2001 về điền kinh, vàng Khối thịnh vượng chung năm 2010 và bạc tại Đại hội Thể thao Pan American 2003. Huy chương vô địch thế giới của cô là lần đầu tiên cho quốc gia của cô.
Mothersille sinh ra ở Jamaica vào năm 1978 và chuyển đến Grand Cayman, Quần đảo Cayman khi 7 tuổi. Khi còn học trung học, cô được Evelyn Rockette, giáo viên giáo dục thể chất của trường cấp ba phát hiện và bắt đầu sự nghiệp. Mothersille bắt đầu thi đấu cho Quần đảo Cayman bằng cách thi đấu tại CARIFTA Games, nơi cô đã thể hiện tốt với cú đúp nước rút 100/200 m vào năm 1996. Năm 1996, cô được trao giải Cúp Austin Sealy cho vận động viên xuất sắc nhất của Đại họi Thể thao CARIFTA 1996.
Khi còn học đại học, cô đã thi đấu tiếp sức 100 m, 200 m, 4 × 100 m và tiếp sức 4 × 400 m cho Đại học Clemson. Cô là thành viên của đội Clemson All American 4 x 100 và 4 x 400.
Năm 2011, Cydonie là vận động viên được trả lương cao nhất từ Quần đảo Cayman (nam hoặc nữ) kiếm được 85.000 đô la (USD). Mothersille đã kết hôn với Ato Stephens.

## Giải đấu quốc tế
| Năm                              | Giải đấu                                                   | Địa điểm                           | Thứ hạng                         | Nội dung                         | Chú thích                        |
| Representing the Quần đảo Cayman | Representing the Quần đảo Cayman                           | Representing the Quần đảo Cayman   | Representing the Quần đảo Cayman | Representing the Quần đảo Cayman | Representing the Quần đảo Cayman |
| -------------------------------- | ---------------------------------------------------------- | ---------------------------------- | -------------------------------- | -------------------------------- | -------------------------------- |
| 1992                             | CARIFTA Games (U-17)                                       | Nassau, Bahamas                    | 8th                              | 200 m                            | 27.12 w                          |
| 1993                             | CARIFTA Games (U-17)                                       | Fort-de-France, Martinique         | 8th                              | 100 m                            | 12.52 (−0.6 m/s)                 |
| 1994                             | CARIFTA Games (U-17)                                       | Bridgetown, Barbados               | 3rd                              | 100 m                            | 11.97                            |
| 1994                             | CARIFTA Games (U-17)                                       | Bridgetown, Barbados               | 2nd                              | 200 m                            | 24.31                            |
| 1994                             | Central American and Caribbean Junior Championships (U-17) | Port of Spain, Trinidad and Tobago | 8th                              | 100 m                            | 12.1 (−0.4 m/s)                  |
| 1994                             | Central American and Caribbean Junior Championships (U-17) | Port of Spain, Trinidad and Tobago | 2nd                              | 200 m                            | 24.8 (−2.3 m/s)                  |
| 1994                             | World Junior Championships                                 | Lisbon, Bồ Đào Nha                 | 27th (h)                         | 200m                             | 24.65 (wind: +1.0 m/s)           |
| 1995                             | CARIFTA Games (U-20)                                       | George Town, Cayman Island         | 3rd                              | 100 m                            | 11.72                            |
| 1995                             | CARIFTA Games (U-20)                                       | George Town, Cayman Island         | 3rd                              | 200 m                            | 23.83                            |
| 1996                             | CARIFTA Games (U-20)                                       | Kingston, Jamaica                  | 1st                              | 100 m                            | 11.35 (0.9 m/s)                  |
| 1996                             | CARIFTA Games (U-20)                                       | Kingston, Jamaica                  | 1st                              | 200 m                            | 23.77 (−4.4 m/s)                 |
| 1996                             | Olympic Games                                              | Atlanta, United States             | 6th (h)                          | 100 m                            | 11.61 (0.6 m/s)                  |
| 1996                             | World Junior Championships                                 | Sydney, Australia                  | 6th                              | 100m                             | 11.51 (wind: +0.6 m/s)           |
| 1996                             | World Junior Championships                                 | Sydney, Australia                  | 11th (qf)                        | 200m                             | 24.20 (wind: -3.1 m/s)           |
| 1997                             | CARIFTA Games (U-20)                                       | Bridgetown, Barbados               | 1st                              | 100 m                            | 11.54 (0.0 m/s)                  |
| 1997                             | World Championships                                        | Athens, Greece                     | 6th (h)                          | 100 m                            | 11.87 (−1.5 m/s)                 |
| 2000                             | NACAC U-25 Championships                                   | Monterrey, Mexico                  | 3rd                              | 100m                             | 11.83 (wind: -1.6 m/s)           |
| 2000                             | NACAC U-25 Championships                                   | Monterrey, Mexico                  | 2nd                              | 200m                             | 23.72 (wind: -3.1 m/s)           |
| 2000                             | Olympic Games                                              | Sydney, Australia                  | 4th (h)                          | 100 m                            | 11.38 (−0.4 m/s)                 |
| 2000                             | Olympic Games                                              | Sydney, Australia                  | 4th (h)                          | 200 m                            | 22.78 (0.2 m/s)                  |
| 2001                             | World Championships                                        | Edmonton, Canada                   | 3rd                              | 200 m                            | 22.88 (−0.3 m/s)                 |
| 2002                             | Commonwealth Games                                         | Manchester, Anh                    | 5th                              | 200 m                            |                                  |
| 2003                             | World Indoor Championships                                 | Birmingham, United Kingdom         | 5th                              | 200 m                            |                                  |
| 2003                             | World Championships                                        | Paris, France                      | 7th (sf)                         | 200 m                            | 23.07 (−0.2 m/s)                 |
| 2003                             | World Athletics Final                                      | Monte Carlo, Monaco                | 7th                              | 200 m                            |                                  |
| 2003                             | Pan American Games                                         | Santo Domingo, Dominican Republic  | 2nd                              | 200 m                            |                                  |
| 2004                             | Olympic Games                                              | Athens, Greece                     | 5th (sf)                         | 200 m                            | 22.76 (1.1 m/s)                  |
| 2004                             | World Athletics Final                                      | Monte Carlo, Monaco                | 6th                              | 200 m                            |                                  |
| 2005                             | World Championships                                        | Helsinki, Finland                  | 8th                              | 200 m                            | 23.00 (0.2 m/s)                  |
| 2007                             | World Championships                                        | Osaka, Japan                       | 8th                              | 200 m                            | 23.08 (1.7 m/s)                  |
| 2008                             | Olympic Games                                              | Beijing, Trung Quốc                | 8th                              | 200 m                            | 22.68 (0.6 m/s)                  |
| 2009                             | World Championships                                        | Berlin, Germany                    | 4th (sf)                         | 200 m                            | 22.80 (0.3 m/s)                  |
| 2010                             | Commonwealth Games                                         | New Delhi, India                   | 1st                              | 200 m                            |                                  |